# Abeiku Quansah
Abeiku Quansah (ur. 2 listopada 1990 w Kumasi) – ghański piłkarz, grający na pozycji napastnika.

## Kariera piłkarska

### Kariera klubowa
Wychowanek klubu Windy Professionals F.C., w którym w 2005 rozpoczął karierę piłkarską. 4 listopada 2008 przeszedł do francuskiego OGC Nice. W lipcu 2011 po wygaśnięciu kontraktu przeniósł się do Arsenału Kijów.

### Kariera reprezentacyjna
Występował przez kilka lat w juniorskiej i młodzieżowej reprezentacji Ghany.

## Sukcesy i odznaczenia

### Sukcesy reprezentacyjne
- mistrz Afryki U-20: 2009
- mistrz Świata U-20: 2009
- brązowy medalista Mistrzostw Afryki U-17: 2007